# At (unix)
 For alternative betydninger, se At. (Se også artikler, som begynder med At)
Indenfor Unix-lignende computer operativsystemer, anvendes at-kommandoen til at planlægge kommandoer at blive udført én gang, på e bestemt systemtid i fremtiden.
batch kommandoen kan anvendes i stedet for at for kun at køre jobs hvis systemets middelbelastning er under en bestemt niveau.